# 바젤 SBB역
바젤 SBB역(독일어: Bahnhof Basel SBB)은 스위스 바젤에 있는 중앙 기차역이다. 1854년에 문을 열었고 1900년 ~ 1907년에 완전히 재건된 이곳은 유럽에서 가장 분주한 국제 국경 역이다. 이름에서 알 수 있듯이 바젤 SBB는 스위스 연방 철도 소유이다. 바젤의 또 다른 주요 기차역은 바젤 바디셔역이며, 이 역은 도심에서 라인강 북쪽에 있다.
독일, 취리히, 인터라켄을 오가는 도이체반의 인터시티 익스프레스(ICE) 열차와, 스위스 연방 철도에서 바젤을 스위스, 이탈리아와 연결하는 운영하는 열차인 바젤 SBB가 있다. SNCF TGV의 파리와 알자스 구간 열차도 운행한다. 또한 이 역에는 바젤 S-반 3개 노선이 운행된다.
1907년 네오바로크 양식의 역 건물은 국가적으로 중요한 문화유산이다. Bále SNCF역(스위스 연방 철도 온라인 시간표에는 Basel SBB Gl. 30-35로 표시되며, 기타 온라인 시간표에는 Basel SNCF로 표시됨)도 포함되어 있다. 이 역은 국경을 넘는 곳에 위치해 있고, 프랑스를 오가는 다른 기차들에 의해 사용된다.
1852년 스위스와 바덴 대공국이 맺은 협정에 따라, 플랫폼을 포함한 역의 상당 부분은 스위스와 달리 유럽 연합의 유럽 단일 시장과 관세 동맹에 속한다. 
역 건물 바로 밖에는 센트럴반플라츠가 있다. 바젤 트램 네트워크의 주요 허브이자 유로 에어포트로 가는 직행 버스 서비스의 바젤 종착역이다.

## 위치
역 지역은 서쪽의 동물원과 동쪽의 브뤼크링거 에베네(Brüglinger Ebene) 사이의 길쭉한 지역에 있는 도심의 남쪽에 위치해 있다.
바젤의 4개 구역의 경계가 역 지역에서 합쳐진다. 그러나 통계청에 따르면 이 지역은 단지 두 개의 지역으로 나누어져 있다. 역 자체는 군델딩엔(Gundeldingen)에 위치해 있으며, 대부분의 선로는 역 동쪽에 있다. 역 앞의 첸트랄반플라츠(BIS Tower 포함)는 St. Alban Quarter에 기인한다.
첸트랄반플라츠 앞의 엘리자베트에난라제(Elisabethenanlage)는 보르슈테트(Vorstädte)에 속하고, 바젤 SNCF 맞은편 마르크탈레(Markthalle)는 암링구(Am Ring)의 일부이다.

## 역사
바젤에 도달하는 최초의 철도는 스트라스부르크 바젤 철도에서 운영하는 기차로 1844년에 그곳에 도착했다. 이듬해인 1845년에 알자스 철도가 바젤 대도시 지역 성벽 내에 첫 번째 역을 건설했다. 이로써 바젤은 새로운 교통수단과 연결된 최초의 스위스 도시가 되었다.
철도가 뚫린 이후 바젤에서는 철도의 장단점과 루체른까지, 그리고 그곳에서 고트하르트를 거쳐 이탈리아까지 철도가 이어질 가능성에 대해 열띤 토론이 있었다.
한편 만하임과 카를스루에에서 온 라인탈 철도도 북쪽에서 바젤로 이어졌다. 1851년에는 스위스 국경에 있는 할팅겐 (Weil am Rhein 지역)에 도착했다.
1853년 바젤에서 슈바이처리쉬 첸트랄반 철도 회사(SCB)가 설립되었다. 그 목적은 바젤과 미텔란트주의 경제 중심지 사이를 연결하는 것이었고, 루체른에서 고타하르트까지 수송로를 확장하는 것이었다.
바젤 동물원 주차장에 인접한 비르지크 비아툭트(Birsig Viadduct)를 포함한 바젤의 비아둑트 거리(Viaduktstrasse)에 1902년까지 엘제서 철도(Elsässerbahn)가 생겨났다. 오늘날, 이 고가교는 트램 1호선, 8호선과 자동차 교통이 이용한다. 그리고 다리 난간의 표지판은 이전의 철교 역할을 상기시킨다.

### 임시역
1854년에는 미래의 하우엔슈타인 철도 건설이 시작되었다. 바젤에서 리스탈로 가는 1구간이 개통되기 전까지 바젤역의 부지와 설계에 대한 논란은 여전히 줄어들지 않았다.
그러나 1854년 12월 19일 철도 운영 개시를 수용하기 위해 첸트랄반은 수석 건축가 루드비크 마링이 개발한 계획에 따라 단순한 임시 목재 구조를 지었다. 개통일까지 목재 열차 창고를 포함한 모든 임시 역 건물이 완공되었다.
임시변통으로 시설을 갖춘 이 소박한 임시 역은 개별 단독 건물로 구성되어 6년 미만의 기간만 사용되었다. 역 부지는 역 건물, 화물창고, 객차와 기관차 창고, 선로의 턴테이블로 구성되었다. 역 건물이 역의 북동쪽에 있고, 역 마당을 따라 서 있었기 때문에 역은 종점이 되지 못했다.
임시 역은 SCB 노선의 출발점으로만 사용되었으며 프랑스 역이나 1855년 라인탈반(Rheintalbahn)의 종점으로 개업한 바디셔역과는 연결되지 않았다.

## 운행편
2020년 12월 시간표 변경 기준으로, 다음 서비스가 바젤 SBB에서 정차한다:
- TGV 리리아/ 인터시티: 취리히 중앙역까지 30분 간격 운행, 쿠어까지 2시간 이상 운행하는 시간, 파리-리옹까지 하루 3대의 열차가 운행된다.
- 인터시티 익스프레스:
  - 쾰른 중앙역까지 두 시간마다 서비스를 제공한다.
  - 함부르크-알토나와 쿠어 사이에 하루에 두 번의 왕복 여행.
- 유로시티 / 인터시티 / ICE: 스피즈까지 반시간 서비스. 대부분의 북행 열차는 바젤에서 끝난다. 하나의 유로시티는 함부르크-알토나로, 또 다른 유로시티는 프랑크푸르트(메인) 하우프트반호프로 이어지고, 두 개의 ICE는 베를린 오스트반호프로 계속 이어지고 있다. 대부분의 남행 열차는 인터라켄 오스트까지 계속된다. 두 시간마다 한 대의 열차가 브리그까지 계속된다. 세 대의 유로시티 열차가 브리그에서 밀라노 센트럴까지 계속된다.
- 유로시티 / 인터시티 / 인터레기오: 벨린초나까지 매시간 운행하고 로카르노 또는 루가노까지 두 시간마다 운행한다. 루가노에서 밀라노 중앙역까지 하루에 2대의 열차가 계속된다.
- 나이트젯: 취리히 중앙역과 베를린 중앙역 또는 함부르크 중앙역 사이의 하룻밤 서비스.
- 인터시티 : 
  - 빌/비엔까지 시간별 서비스.
- 인터레기오:
  - 취리히 중앙역까지 시간당 세 대의 열차가 운행되며 취리히 공항까지 매시간 운행.
  - 루체른에 시간별 서비스.
- 교통 익스프레스 레기오날 (TER) : 물하우스 빌 (Mulhouse-Ville)까지 30분 간격 서비스, 슈트라스부르 빌 (Strasbourg-Ville)까지 매시간 운행
  - 바젤 삼국 S-반 :
  - S1 : 슈타인-제킹엔까지 30분 간격 운행, 거기에서 Frick 또는 라우펜부르크까지 매시간 운행
  - S3 : 올텐과 라우펜 사이의 반 시간 서비스와 라우펜에서 포랑트뤼까지 매시간 운행
  - S6 : 젤(Wiesental)에 30분 간격 운행

### 트램
- 1: Dreirosenbrücke – Bahnhof St. Johann Basel – Kannenfeldplatz – Schützenhaus – Bahnhof SBB/SNCF (– Kunstmuseum – Messeplatz – Bad. Bahnhof Basel)
- 2: Binningen Kronenplatz – Margarethen – Bahnhof SBB/SNCF – Kunstmuseum – Messeplatz – Bad. Bahnhof Basel – Eglisee (– Riehen)
- 8: Neuweilerstrasse – Schützenhaus – Bahnhof SBB/SNCF – Aeschenplatz – Barfüsserplatz – Schifflände – Claraplatz – Feldbergstrasse – Kleinhüningen – Weil am Rhein (D)
- 10: Dornach Bahnhof – Arlesheim Dorf – Münchenstein Dorf – Neue Welt – Dreispitz – Bahnhof SBB/SNCF – Aeschenplatz – Theater – Zoo – Binningen Schloss – Bottmingen – Therwil – Ettingen – Witterswil – Bättwil – Flüh (– Leymen (F) – Rodersdorf) (longest tramway line of Europe)
- 11: Aesch Dorf – Reinach Dorf – Gartenstadt Münchenstein – Dreispitz – Bahnhof SBB/SNCF – Aeschenplatz – Barfüsserplatz – Schifflände – Volteplatz – St. Louis Grenze
- 16: Bruderholz – Jakobsberg – Heiliggeistkirche – Bahnhof SBB/SNCF Bahnhofeingang Gundeldingen – Heuwaage – Barfüsserplatz – Schifflände

### 버스
- 30 Bahnhof SBB/SNCF – Spalentor – UKBB – Feldbergstrasse – Bad. Bahnhof Basel (– Wettsteinallee – Tinguely Museum – Hoffmann La Roche – Wettsteinallee – Bad. Bahnhof Basel)
- 30E Bahnhof SBB/SNCF – Spalentor – UKBB
- 42 Bahnhof SBB/SNCF – Tinguely Museum – (Hoffmann La Roche –) Wettsteinallee – Bahnhof Niederholz – Bettingen Dorf
- 48 Bahnhof SBB/SNCF – Schützenhaus – Gartenstrasse– Bachgraben
- 50 Bahnhof SBB/SNCF – Brausebad – Kannenfeldplatz – EuroAirport
- 50 Express Bahnhof SBB/SNCF – EuroAirport

## 같이 보기
- 스위스의 철도